# Époye
Époye è un comune francese di 454 abitanti situato nel dipartimento della Marna nella regione del Grand Est.

## Società

### Evoluzione demografica
Abitanti censiti